# Балхи (район Рудаки)
Балхи (тадж. Балхӣ; до 2008 года — Жалабулок) — село в районе Рудаки Республики Таджикистан. Входит в состав джамоата (сельской общины) Султонобод.
Находится на расстоянии 21 км от районного центра (пгт. Сомониён) и 3 км от центра джамоата (село Султонобод).
Население — 1496 чел. (2017).